# 15003 Midori
15003 Midori è un asteroide della fascia principale. Scoperto nel 1997, presenta un'orbita caratterizzata da un semiasse maggiore pari a 2,9872909 UA e da un'eccentricità di 0,1054264, inclinata di 9,24756° rispetto all'eclittica.